# Exilisciurus exilis
Exilisciurus exilis is een zoogdier uit de familie van de eekhoorns (Sciuridae). De wetenschappelijke naam van de soort werd voor het eerst geldig gepubliceerd door Müller in 1838.